# Mosonyi utcai rendőrségi épületegyüttes
A Mosonyi utcai rendőrségi épületegyüttes egy több épületből álló, különböző funkciókra használt háztömb Budapest VIII. kerületében a Mosonyi utca mentén.

## Története
A mai Mosonyi utca (5-9.) – Festetics György utca (6.) – Fiumei úti sírkert – Lóvásár utca (3.) által határolt telken, a Kerepesi úti MÁV tisztviselői lakóházakkal szemben az 1880-as években épült fel a napjainkban is álló létesítmény.
Az épületek eredetileg két intézményhez tartoztak:
- a Mosonyi utca 5-7. / Festetics György u. 6. számú telken lovasrendőr laktanya épült 1886-ban. Az épületeket Pucher József tervezte.[2][3]
- a Mosonyi utca 9. / Lóvásár utca 3. számú telken a Mosonyi utcai Rendőri Fogház és Toloncház került kialakításra 1886–1888-ban[4] – 1944-ben zsidók deportálásánál vették igénybe, 1950-től az Államvédelmi Hatóság kezelt. (Rabmosodaként és rabkórházként és hadifogoly szűrőtáborként üzemelt.)[5][6] 1961-től életveszélyesnek nyilvánították, és eredeti funkciójának megszüntetése után a Rendőrmúzeum, illetve a Nemzeti Szakértő és Kutató Központ  költözött ide[5] Az épületeket a magyarországi bíróságok és börtönök neves építésze, Wagner Gyula tervezte.[5][7]

Az épületek minimális díszítéssel, boltíves ablakokkal, jellegzetes klinkertéglás homlokzattal, ipari historizáló-eklektikus stílusban épültek fel.
A Lóvásár utca végén sorakoznak a Készenléti Rendőrség Lovas Alosztályának istállói. Az ottani állományban élő rendőrlovakat a gondozóik a 2016-2018 között felújított Nemzeti Lovarda területére átkísérve szokták megsétáltatni.
Az épületeket napjainkban három szervezet és intézmény használja:
- Rendőrmúzeum, 1999 óta látogatható[5] (Mosonyi u. 5.)[9]
- Budapesti Rendőr-főkapitányság Közrendvédelmi Főosztály (Mosonyi u. 5-7.)
- Nemzeti Szakértői és Kutató Központ (Mosonyi u. 9.)[10]

## Képtár

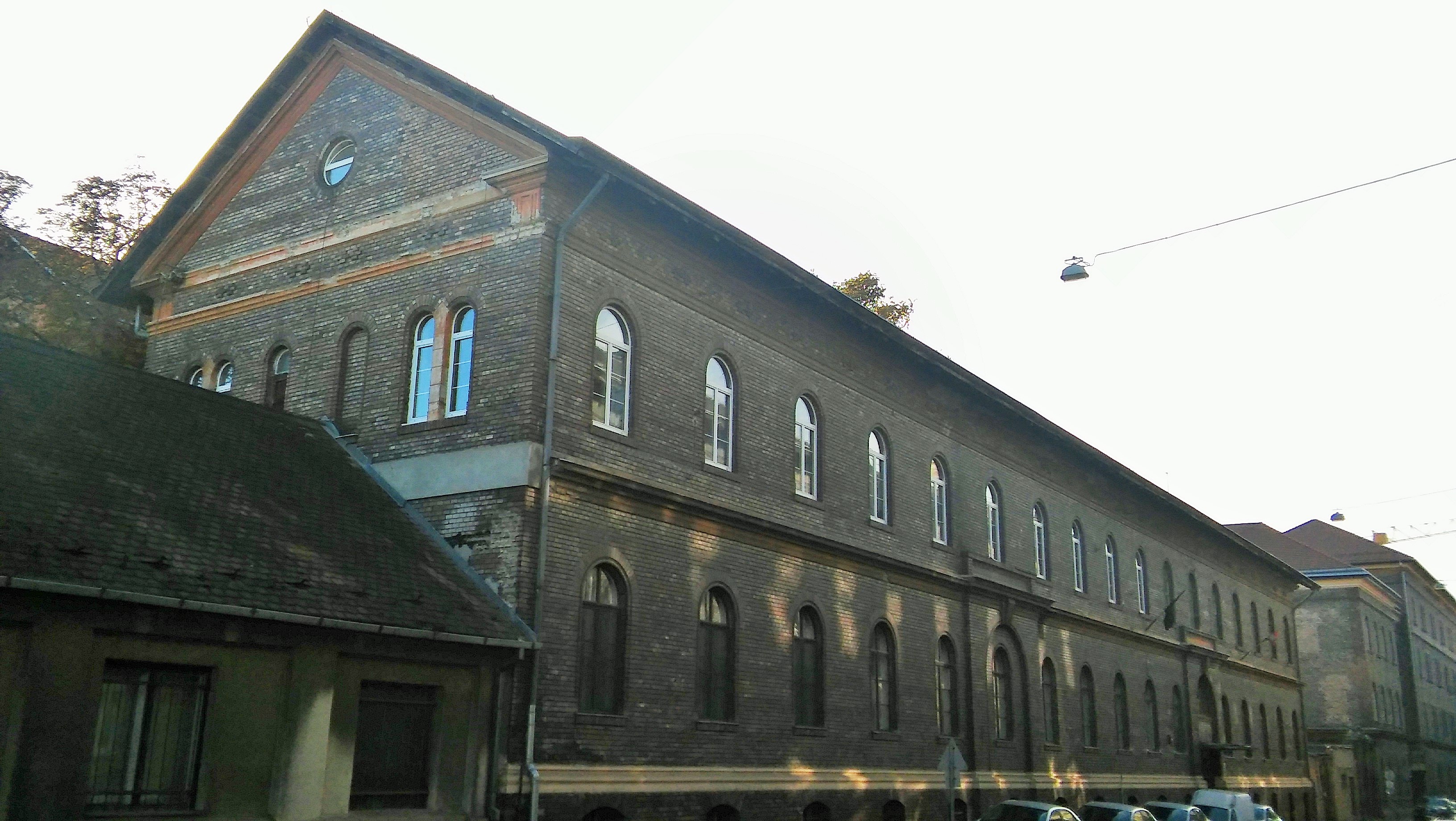
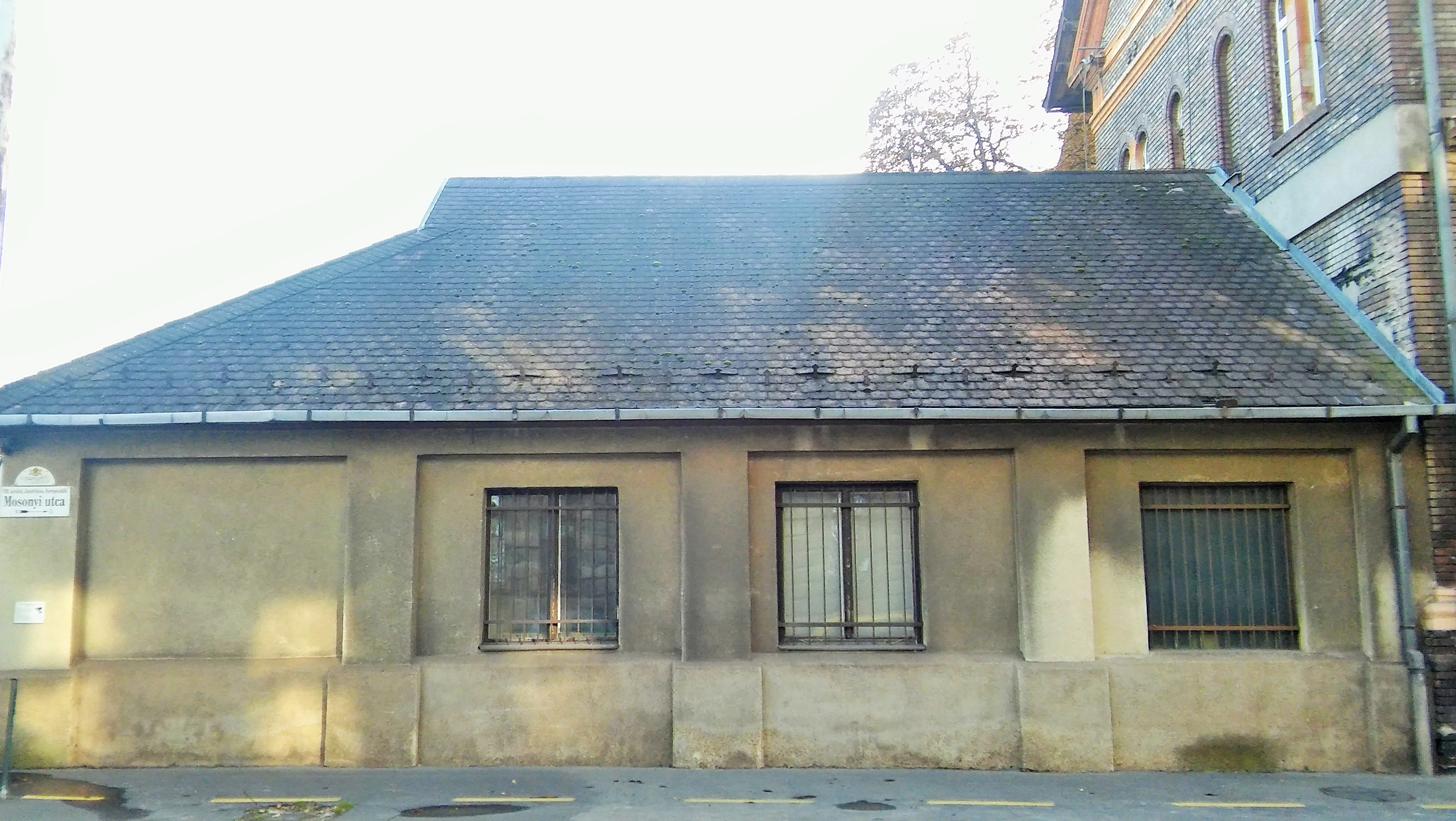
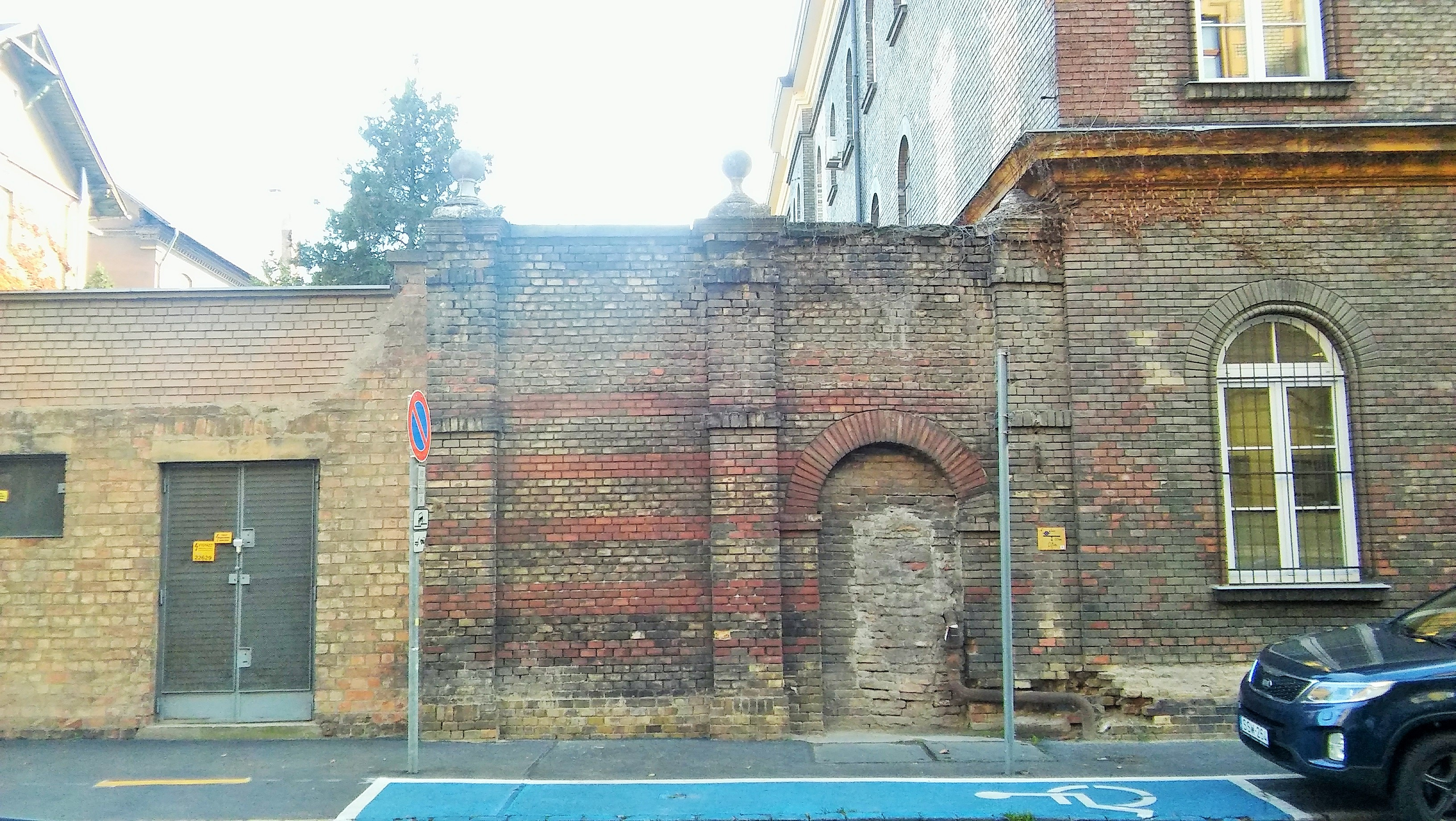
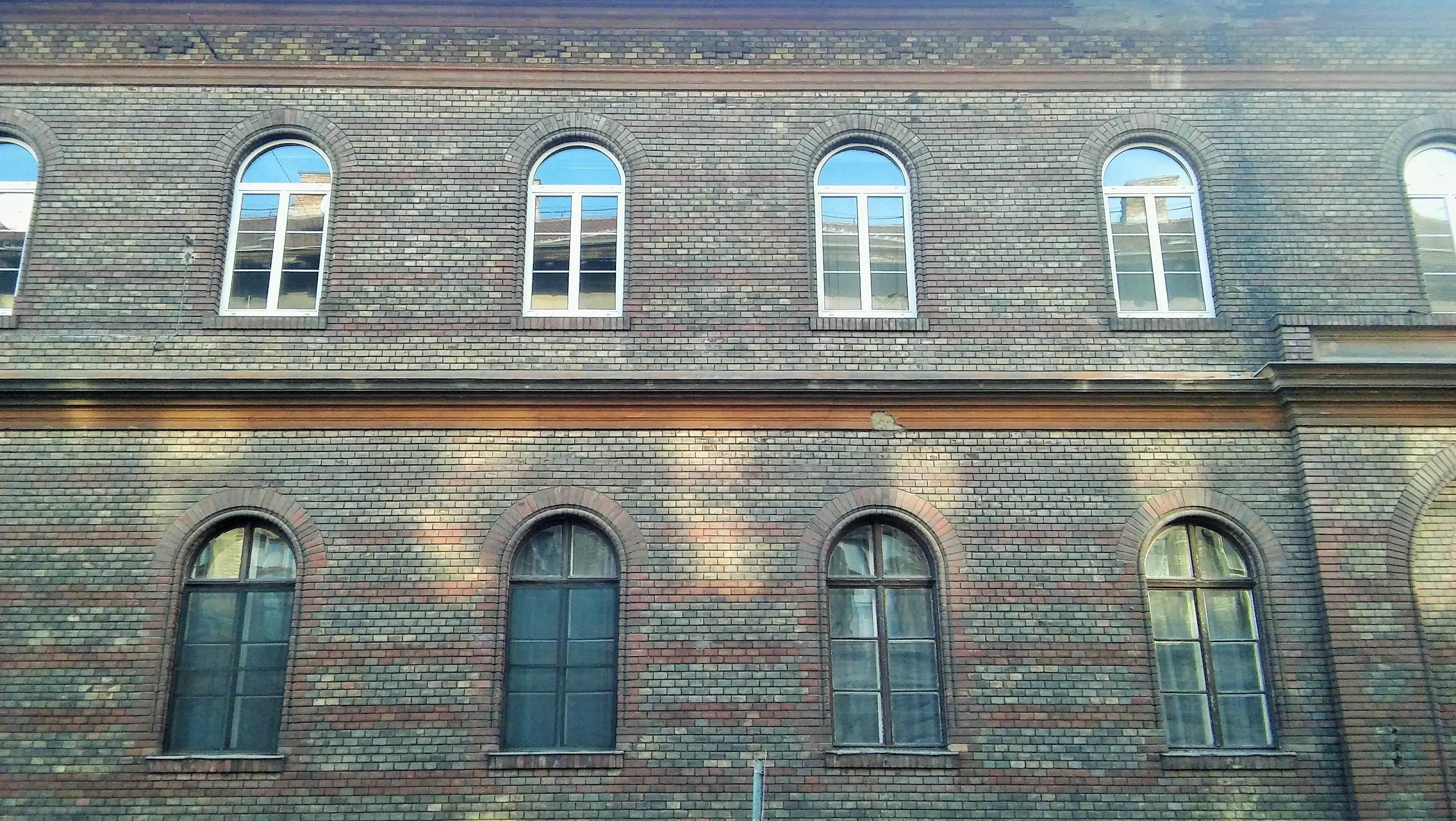
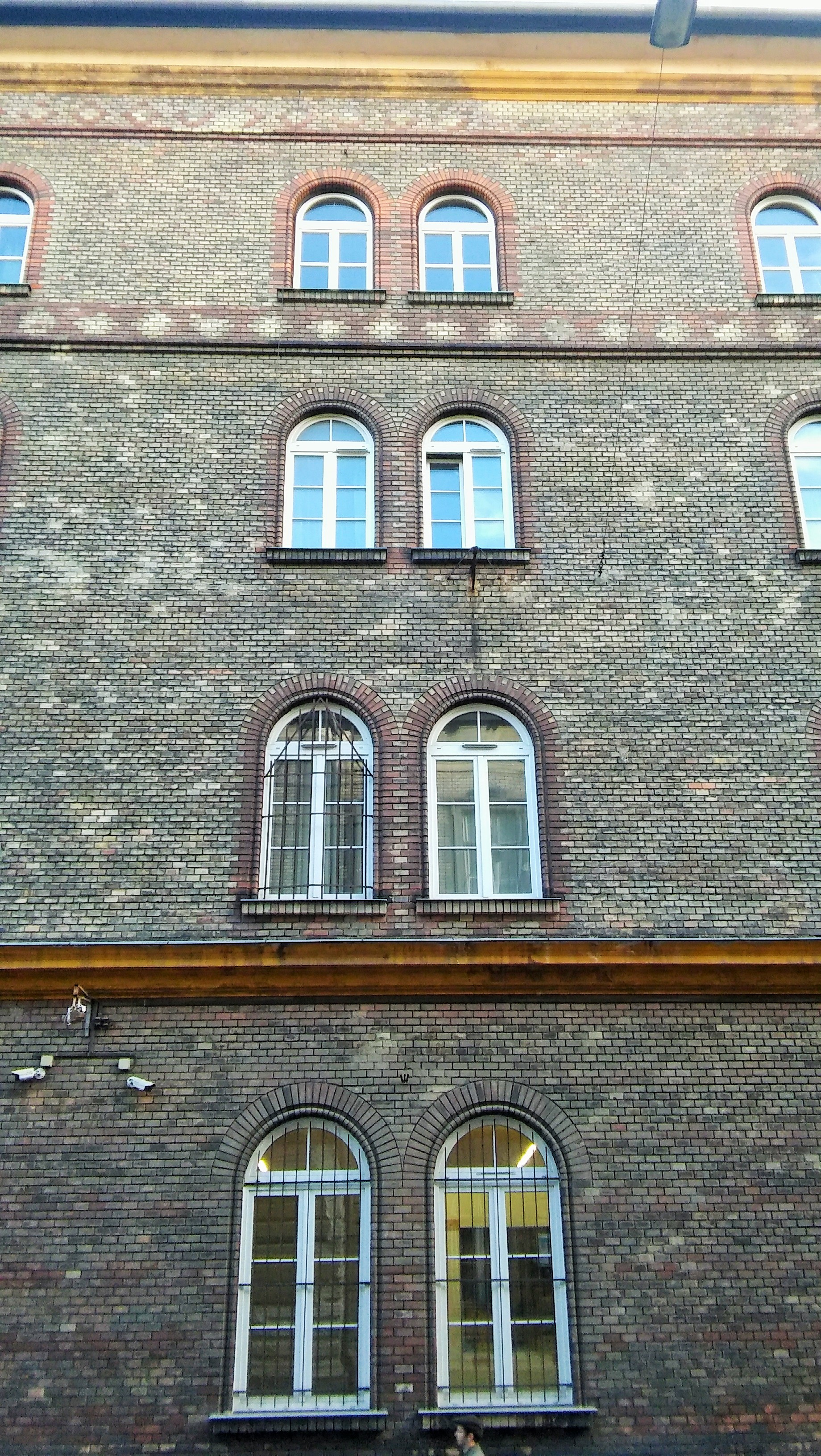
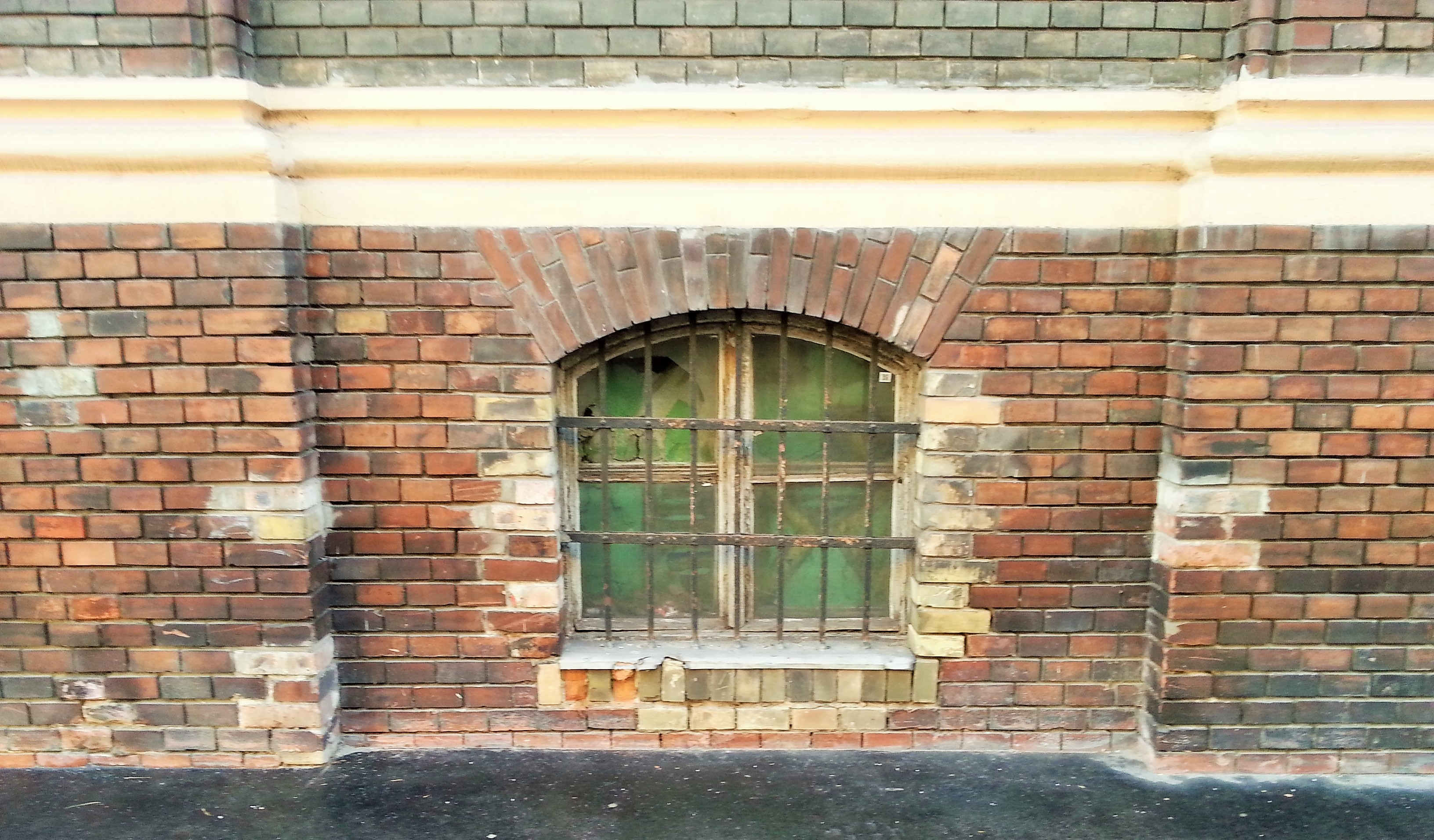
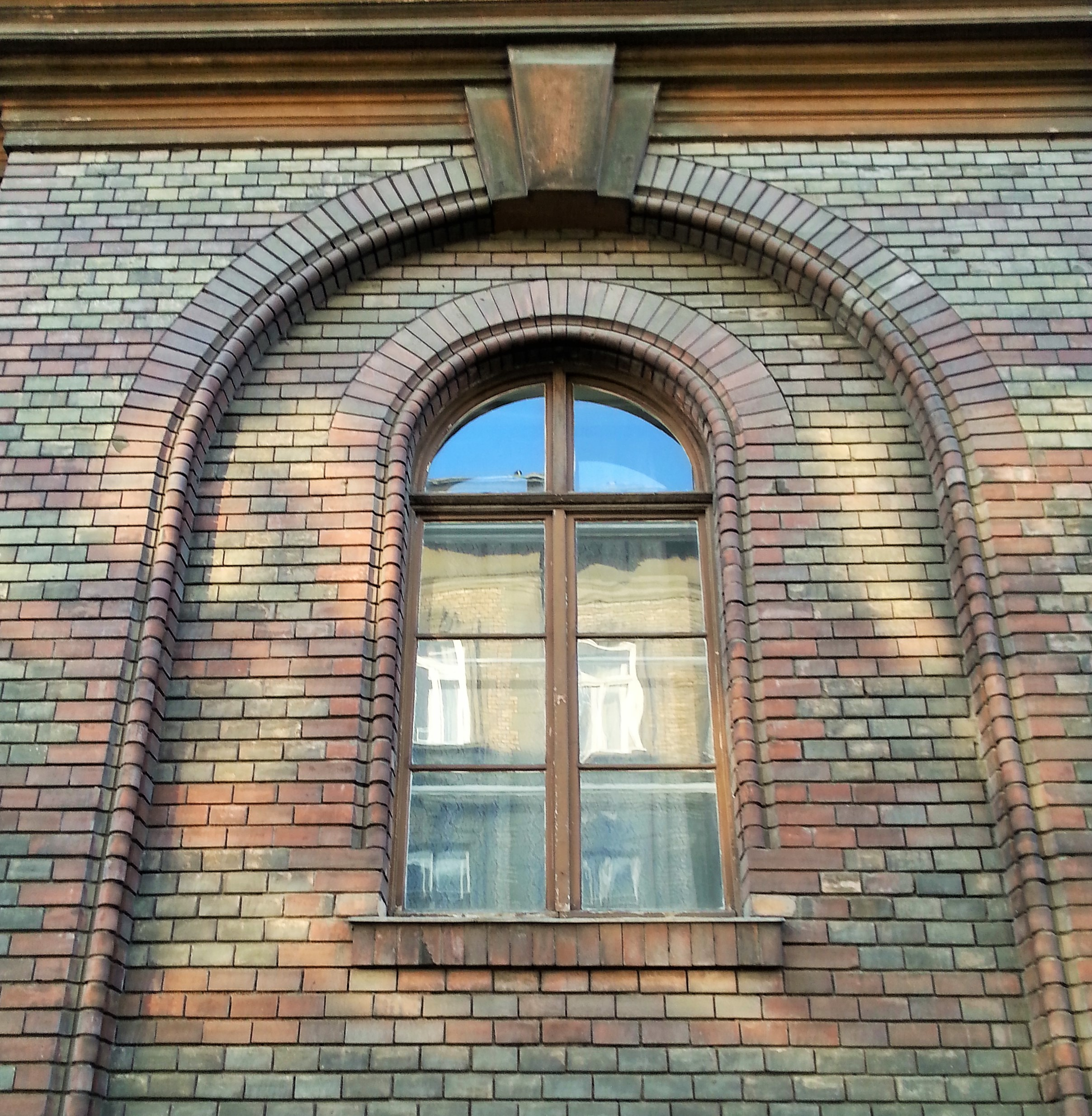
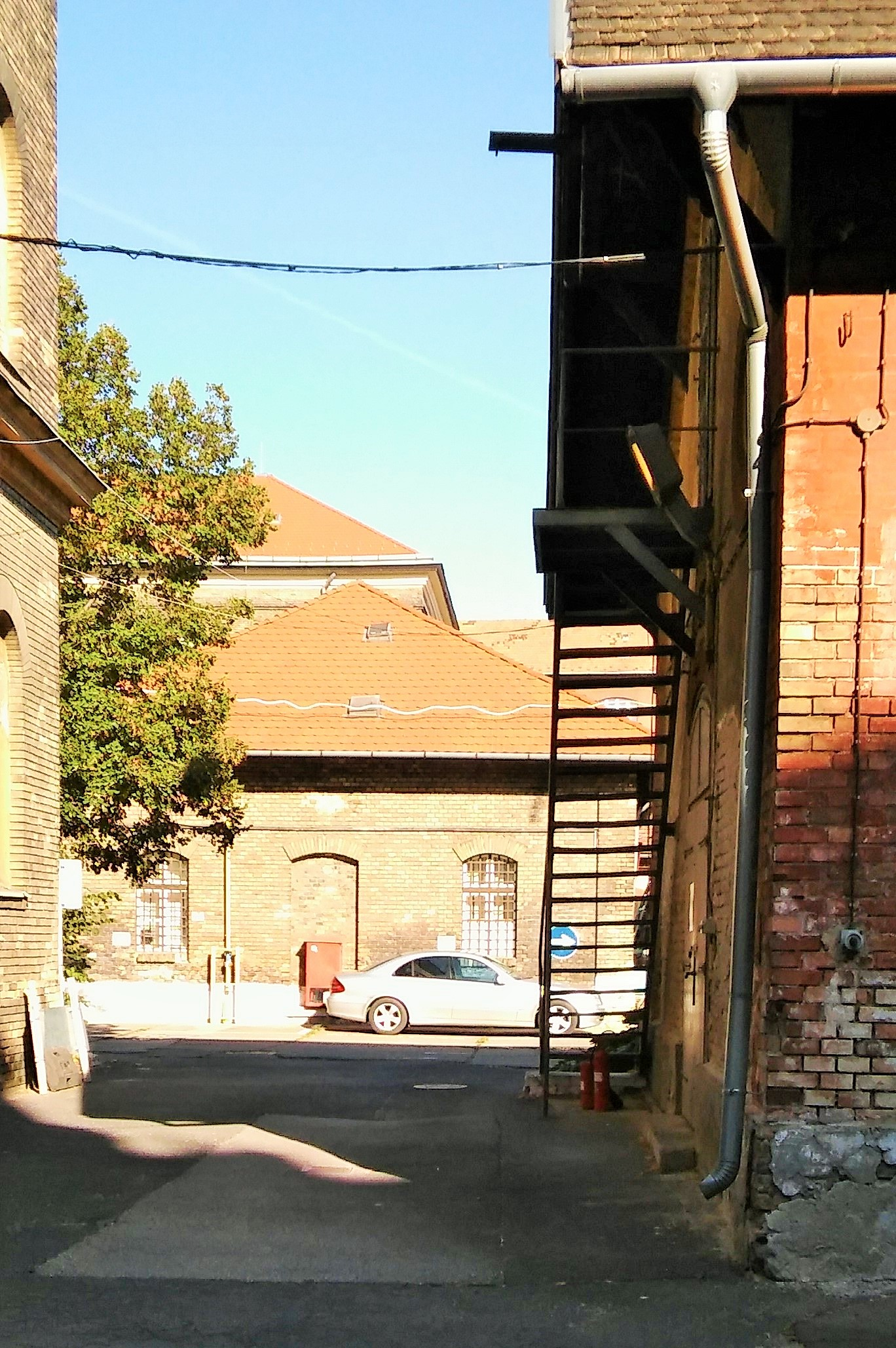
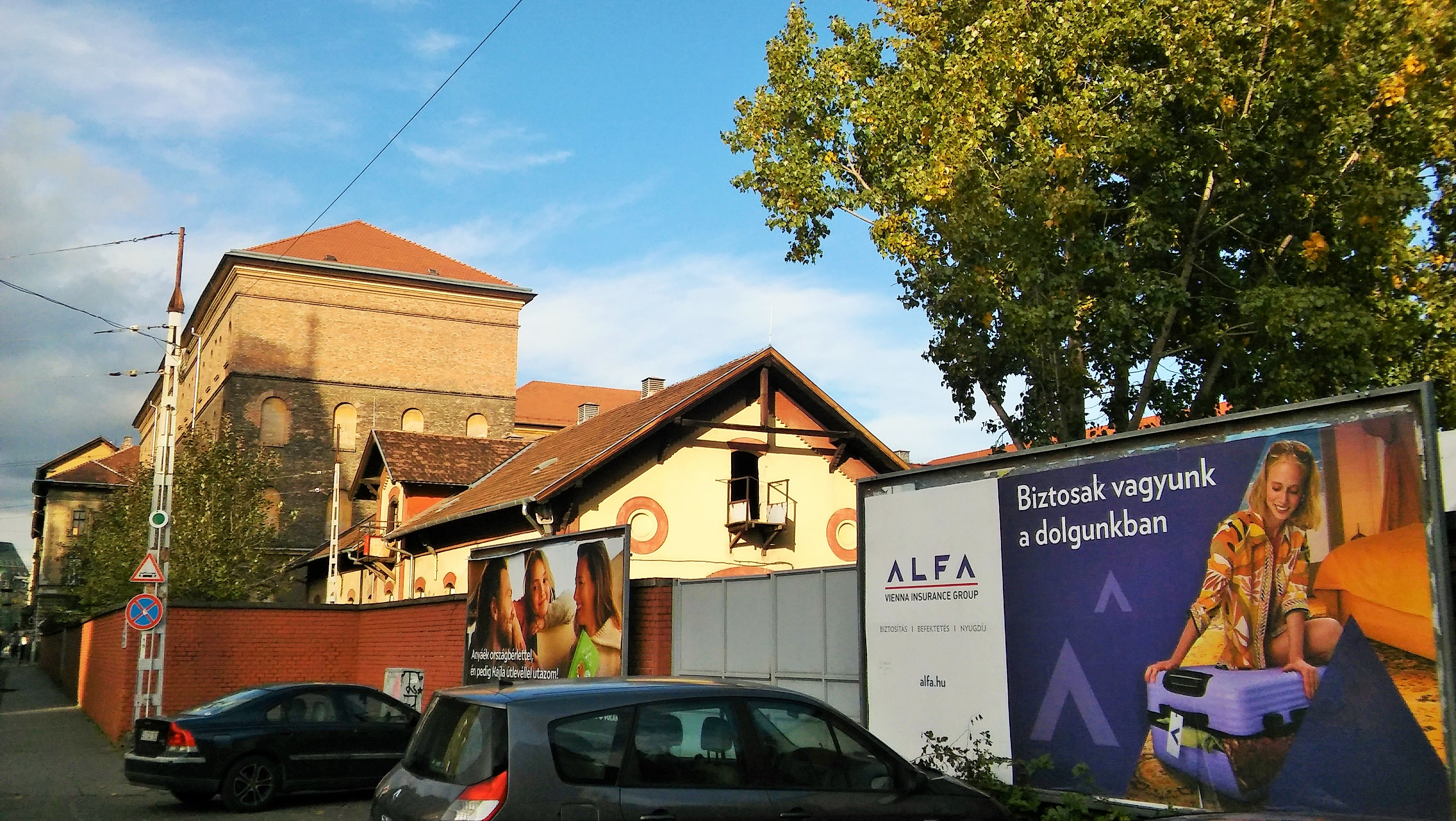